# Fontenay-Saint-Père
Pour les articles homonymes, voir Fontenay et Saint-Père.
Fontenay-Saint-Père est une commune du département des Yvelines, dans la région Île-de-France, en France, située à sept kilomètres environ au nord-est de Mantes-la-Jolie.
Ses habitants sont appelés les Fontenaysiens.

## Géographie

### Situation
Située dans le nord du département des Yvelines, à la limite du Val-d'Oise, Fontenay-Saint-Père est une commune rurale, au territoire vallonné et en partie boisé. Elle est limitrophe de Drocourt et Saint-Cyr-en-Arthies au nord, de Follainville-Dennemont à l'ouest, de Limay au sud et de Sailly et Guitrancourt à l'est.
Fontenay-Saint-Père se trouve dans le périmètre du parc naturel régional du Vexin français.

### Communes limitrophes
| Saint-Cyr-en-Arthies (Val-d'Oise) | Drocourt            | Sailly          |
| Follainville-Dennemont            | Fontenay-Saint-Père | Brueil-en-Vexin |
| Limay                             |                     | Guitrancourt    |

### Voies de communication et transports
La commune est desservie par la route départementale 983 qui relie Mantes-la-Jolie à Magny-en-Vexin, et fait partie d'un itinéraire vert de contournement de l'agglomération parisienne par l'ouest entre Beauvais et Chartres.

### Climat
Pour des articles plus généraux, voir Climat de l'Île-de-France et Climat des Yvelines.
En 2010, le climat de la commune est de type climat océanique dégradé des plaines du Centre et du Nord, selon une étude du CNRS s'appuyant sur une série de données couvrant la période 1971-2000. En 2020, Météo-France publie une typologie des climats de la France métropolitaine dans laquelle la commune est exposée à un climat océanique et est dans la région climatique Sud-ouest du bassin Parisien, caractérisée par une faible pluviométrie, notamment au printemps (120 à 150 mm) et un hiver froid (3,5 °C).
Pour la période 1971-2000, la température annuelle moyenne est de 10,5 °C, avec une amplitude thermique annuelle de 14,5 °C. Le cumul annuel moyen de précipitations est de 700 mm, avec 11,7 jours de précipitations en janvier et 8,3 jours en juillet. Pour la période 1991-2020, la température moyenne annuelle observée sur la station météorologique la plus proche, située sur la commune de Magnanville à 8 km à vol d'oiseau, est de 11,6 °C et le cumul annuel moyen de précipitations est de 641,5 mm,. Pour l'avenir, les paramètres climatiques de la commune estimés pour 2050 selon différents scénarios d'émission de gaz à effet de serre sont consultables sur un site dédié publié par Météo-France en novembre 2022.

## Urbanisme

### Typologie
Au 1er janvier 2024, Fontenay-Saint-Père est catégorisée bourg rural, selon la nouvelle grille communale de densité à sept niveaux définie par l'Insee en 2022.
Elle est située hors unité urbaine. Par ailleurs la commune fait partie de l'aire d'attraction de Paris, dont elle est une commune de la couronne,. Cette aire regroupe 1 929 communes,.

### Occupation des sols simplifiée
Le territoire de la commune se compose en 2017 de 91,74 % d'espaces agricoles, forestiers et naturels, 4,58 % d'espaces ouverts artificialisés et 3,69 % d'espaces construits artificialisés.

## Toponymie
Le nom de la localité est mentionné sous la forme in Fontinido vers 1154.
Du nom latin Fontanetum, le « lieu aux fontaines ».
Le nom de Fontenay dérive du latin fons (fontaines), fontaines appartenant à l’abbaye de Saint-Père ou Saint-Pierre de Chartres, ainsi que l’explique la monographie communale de Pierre Virenque.
Fontenay le Père à la Révolution.

## Histoire
La seigneurie de Fontenay fut donnée à l'abbaye Saint-Père-en-Vallée de Chartres en 974, donation confirmée par une bulle du pape Pascal II en date du 7 janvier 1106.
La commune de Fontenay-Saint-Père a été séparée de celle de Drocourt le 1er janvier 1982 (elles avaient été réunies le 1er janvier 1973).

## Politique et administration

### Liste des maires
| Période                                  | Période  | Identité         | Étiquette | Qualité |
| ---------------------------------------- | -------- | ---------------- | --------- | ------- |
| Les données manquantes sont à compléter. |          |                  |           |         |
| mai 1925                                 | ?        | Rallet           |           |         |
|                                          |          |                  |           |         |
| mars 1995                                | 2008     | Claude Delorme   |           |         |
| mars 2008                                | 2014     | Catherine Cousin |           |         |
| mars 2014                                | En cours | Thierry Jorel    |           |         |

### Instances administratives et judiciaires
La commune de Fontenay-Saint-Père appartient au canton de Limay et est rattachée à la communauté urbaine Grand Paris Seine et Oise.
Sur le plan électoral, la commune est rattachée à la huitième circonscription des Yvelines, circonscription mi-rurale, mi-urbaine du nord-ouest des Yvelines centrée autour de la ville de Mantes-la-Jolie.
Sur le plan judiciaire, Fontenay-Saint-Père fait partie de la juridiction d’instance de Mantes-la-Jolie et, comme toutes les communes des Yvelines, dépend du tribunal de grande instance ainsi que de tribunal de commerce sis à Versailles,.

## Population et société

### Démographie

#### Évolution démographique
L'évolution du nombre d'habitants est connue à travers les recensements de la population effectués dans la commune depuis 1793. Pour les communes de moins de 10 000 habitants, une enquête de recensement portant sur toute la population est réalisée tous les cinq ans, les populations de référence des années intermédiaires étant quant à elles estimées par interpolation ou extrapolation. Pour la commune, le premier recensement exhaustif entrant dans le cadre du nouveau dispositif a été réalisé en 2004.

En 2022, la commune comptait 955 habitants, en évolution de −4,12 % par rapport à 2016 (Yvelines : +2,72 %, France hors Mayotte : +2,11 %).
| 1793 | 1800 | 1806 | 1821 | 1831 | 1836 | 1841 | 1846 | 1851 |
| ---- | ---- | ---- | ---- | ---- | ---- | ---- | ---- | ---- |
| 799  | 746  | 806  | 789  | 793  | 765  | 772  | 733  | 689  |

| 1856 | 1861 | 1866 | 1872 | 1876 | 1881 | 1886 | 1891 | 1896 |
| ---- | ---- | ---- | ---- | ---- | ---- | ---- | ---- | ---- |
| 672  | 691  | 640  | 610  | 610  | 634  | 616  | 603  | 588  |

| 1901 | 1906 | 1911 | 1921 | 1926 | 1931 | 1936 | 1946 | 1954 |
| ---- | ---- | ---- | ---- | ---- | ---- | ---- | ---- | ---- |
| 629  | 597  | 573  | 564  | 557  | 568  | 628  | 549  | 612  |

| 1962 | 1968 | 1975 | 1982 | 1990 | 1999 | 2004 | 2006 | 2009 |
| ---- | ---- | ---- | ---- | ---- | ---- | ---- | ---- | ---- |
| 706  | 758  | 782  | 808  | 927  | 987  | 977  | 986  | 998  |

| 2014 | 2019 | 2022 | - | - | - | - | - | - |
| ---- | ---- | ---- | - | - | - | - | - | - |
| 996  | 954  | 955  | - | - | - | - | - | - |

#### Pyramide des âges
En 2018, le taux de personnes d'un âge inférieur à 30 ans s'élève à 33,1 %, soit en dessous de la moyenne départementale (38 %). À l'inverse, le taux de personnes d'âge supérieur à 60 ans est de 24,2 % la même année, alors qu'il est de 21,7 % au niveau départemental.
En 2018, la commune comptait 490 hommes pour 478 femmes, soit un taux de 50,62 % d'hommes, légèrement supérieur au taux départemental (48,68 %).
Les pyramides des âges de la commune et du département s'établissent comme suit.
| Hommes | Classe d’âge | Femmes |
| ------ | ------------ | ------ |
| 0,4    | 90 ou +      | 0,6    |
| 4,8    | 75-89 ans    | 8,3    |
| 17,4   | 60-74 ans    | 17,0   |
| 23,4   | 45-59 ans    | 27,8   |
| 16,1   | 30-44 ans    | 18,3   |
| 19,5   | 15-29 ans    | 13,4   |
| 18,4   | 0-14 ans     | 14,6   |

| Hommes | Classe d’âge | Femmes |
| ------ | ------------ | ------ |
| 0,6    | 90 ou +      | 1,4    |
| 6      | 75-89 ans    | 7,8    |
| 13,5   | 60-74 ans    | 14,8   |
| 20,7   | 45-59 ans    | 20,1   |
| 19,6   | 30-44 ans    | 19,9   |
| 18,5   | 15-29 ans    | 16,8   |
| 21,2   | 0-14 ans     | 19,2   |

## Économie
- Agriculture.
- Café-presse Le Fontenoy qui a fermé, les propriétaires y habitent toujours.
- La banque postale qui a fermé, de nouveaux propriétaires y habitent.
- Garage automobile.
- Commune résidentielle.
- Chasse.
- Marché nocturne (le vendredi de 16 h à 21 h).

## Culture locale et patrimoine

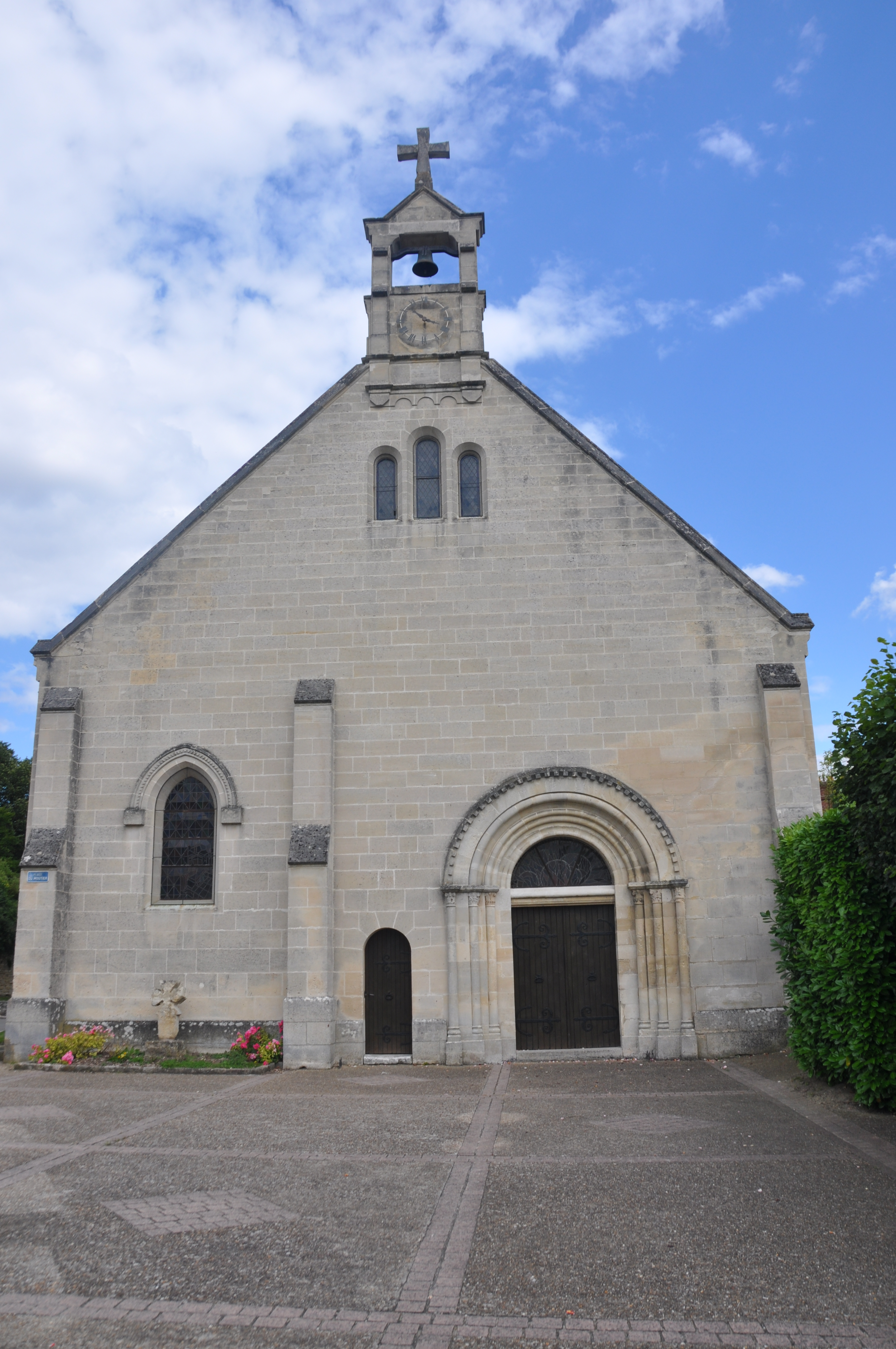
La façade Est de l’église Saint-Denis.

### Lieux et monuments
- L'église Saint-Denis.

Édifice du XIIe siècle protégé par une inscription à l'inventaire des Monuments Historiques en 1925; :Sa façade a été reconstruite en 1885.

### Personnalités liées à la commune
- Jean Martial Frédou (1710-1795), peintre du XVIIIe siècle, né à Fontenay-Saint-Père.

### Héraldique
| Blason de Fontenay-Saint-Père | Blason  | De gueules à une fontaine héraldique d’argent à trois ondes d’azur, cerclée d’or et rayonnante de douze épis du même. |
| Blason de Fontenay-Saint-Père | Détails | Le statut officiel du blason reste à déterminer.                                                                      |